# ريناتو بوسو
ريناتو بوسو (بالإيطالية: Renato Buso)‏ (مواليد 19 ديسمبر 1969) هو مدرب كرة قدم إيطالي محترف ولاعب سابق تم توظيفه كمهاجم أو كلاعب خط وسط.